# ماوريسيو سوتو
ماوريسيو سوتو (بالإسبانية: Mauricio Soto)‏ هو لاعب كرة قدم أرجنتيني في مركز الوسط، ولد في 22 فبراير 1986 في بيرازاتيغي في الأرجنتين. لعب مع Club Social y Deportivo Liniers ‏.

## وصلات خارجية
- ماوريسيو سوتو على موقع قاعدة بيانات كرة القدم.إي يو (الإنجليزية)
- ماوريسيو سوتو على موقع Soccerway.com (الإنجليزية)